# NGC 5498
NGC 5498 (również PGC 50639 lub UGC 9075) – galaktyka soczewkowata (E-S0), znajdująca się w gwiazdozbiorze Wolarza. Odkrył ją Édouard Jean-Marie Stephan 9 maja 1882 roku.